# جون لونغ (متسلق جبال)
جون لونغ (بالإنجليزية: John Long)‏ هو متسلق جبال أمريكي، ولد في 21 يوليو 1953 في إنديو في الولايات المتحدة.